# Bara (Mali)
Pour les articles homonymes, voir Bara.
Bara est une commune malienne, située dans le département de la Nord'l, chef-lieu cercle d'Ansongo, dans la région de Gao.